# Grupa Szańca
Grupa „Szańca” – konspiracyjna grupa byłych działaczy przedwojennego Obozu Narodowo-Radykalnego „ABC” działająca przez cały okres okupacji.

## Zarys historyczny
Klęska w wojnie obronnej 1939 r. doprowadziła do dużych zmian w kierownictwie ONR, które przyjęło nazwę Grupa „Szańca” od wydawanego najważniejszego pisma pt. „Szaniec”. Do władzy doszli młodzi działacze, przed wojną zajmujący mniej eksponowane stanowiska, gdyż większość dotychczasowych przywódców albo została zamordowana przez Niemców w początkowym okresie konspiracji (Witold Kozłowski, Jan Korolec, Włodzimierz Sylwestrowicz, czy Jerzy Czerwiński, sygnatariusz Deklaracji ONR z 1934 r.), albo przez Sowietów (Wiktor Martini), zmarli (Tadeusz Gluziński) lub przebywali w niewoli niemieckiej (Jan Jodzewicz). Na początku doszło do zmiany składu osobowego Organizacji Polskiej (OP), czyli tajnego organu kierowniczego przedwojennego ONR. Na czele Komitetu Wykonawczego OP stanął Tadeusz Salski, a w jego weszli m.in. Jerzy Olgierd Iłłakowicz, Tadeusz Todtleben, Stefan Nowicki, Władysław Marcinkowski, Kazimierz Gluziński. W Atlasie polskiego podziemia niepodległościowego 1944–1956 (pod red. Sławomira Poleszaka, Rafała Wnuka, Agnieszki Jaczyńskiej, Magdaleny Śladeckiej) tak pisano o rasistowskim charakterze OP: "Członkami organizacji mogli zostać Polacy, którzy potrafili udowodnić swą czystość rasową do czwartego pokolenia wstecz. Ponieważ przywódcy ruchu narodowo-radykalnego definiowali polskość na wskroś etnicznie, mogła być ona dziedziczona jedynie przez krew, co wykluczało asymilację grup uznanych za etnicznie niepolskie. Szczególnie negatywnie oceniano Żydów – tak ze względów kulturalno-religijnych, jak i z powodu miejsca na rynku pracy, jakie zajmowali przed wojną". Struktury propagandy zaczął tworzyć Otmar Wawrzkowicz ps. „Oleś”, „Kaczkowski”. Organizacja Polska prowadziła działalność w trzech kierunkach: wojskowym, cywilnym i politycznym. Na czele organizacji wojskowej noszącej nazwę Organizacja Wojskowa Związek Jaszczurczy, tworzonej jako zalążek przyszłego wojska i sił porządkowych, stanął W. Marcinkowski ps. „Jaxa”, „Szymkiewicz”. W poł. 1942 r. współtworzyła ona wraz z rozłamowcami z NOW i innymi mniejszymi organizacjami o charakterze narodowym Narodowe Siły Zbrojne. Po rozłamie w NSZ na tle scalenia z AK w kwietniu 1944 r. dawna część wywodząca się z ZJ podjęła samodzielną działalność jako NSZ-ZJ. Działalność na polu cywilnym była realizowana przez Komisariat Cywilny, utworzony na przełomie 1939 i 1940 r., który przygotowywał administracyjne kadry do objęcia ziem polskich po wyzwoleniu. Szefem Komisariatu był początkowo J. O. Iłłakowicz, a od lipca 1941 r. do września 1942 r. – K. Gluziński. Po powstaniu NSZ Komisariat został przekształcony w Służbę Cywilną Narodu poprzez dokooptowanie do jego składu przedstawicieli NOW. Utworzenie NSZ wiązało się także z powołaniem do życia nadbudowy politycznej w postaci Tymczasowej Narodowej Rady Politycznej, w której po połowie zasiadali przedstawiciele Grupy „Szańca” i rozłamowcy z NOW. Po rozłamie w NSZ na tle scalenia z AK działacze Grupy „Szańca” utworzyli samodzielną Radę Polityczną NSZ. W terenie działacze Grupy „Szańca” prowadzili silnie rozwiniętą działalność propagandową i wydawniczą. Wychodziło wiele pism o charakterze narodowo-radykalnym na czele z „Szańcem”. Nie wiadomo dokładnie, w jakim stopniu struktury Grupy Szańca zachowały odrębność od ZJ; w terenie częściowo się pokrywały.
W ciągu 1940 r. zostały także reaktywowane – nawiązując do analogicznych organizacji przedwojennych – tzw. organizacje zewnętrzne, czyli grupy środowiskowe, posiadające teoretycznie autonomię, własne kierownictwo i struktury, ale w rzeczywistości politycznie całkowicie podporządkowane OP. Należały do nich:
- Wiara i Wola – organizacja kobieca (pod kierownictwem Aliny Rossman),
- Zespół Działaczy Ludowych „Zydel” – działający w środowisku chłopskim (kierownik – S. Nowicki),
- Załoga – prowadząca działalność wśród robotników (na czele z Stanisławem Hendzlem ps. „Gruda”),
- Medycyna Polska – skupiająca lekarzy (kierownicy – Aleksander Świszcz i Jan Mossakowski),
- Związek Odbudowy Prawa – organizacja działająca w środowisku prawniczym (pod kierownictwem Witolda Bayera) oraz
- Młodzież Wielkiej Polski – organizacja młodzieżowa (na czele z Janem Bereszką).

W 1943 r. w Organizacji Polskiej powstał nowy poziom D, czyli Dyrektoriat, w skład którego weszli wszyscy kierownicy organizacji wewnętrznych. Podlegał on bezpośrednio Komitetowi Politycznemu.
Jednym z największych problemów Grupy „Szańca” był brak środków finansowych, szczególnie w początkowym okresie działalności. Rekompensował go w dużym stopniu znaczny dynamizm jej działaczy i ich zdolności organizacyjne. Podstawę dla rozwinięcia działalności politycznej stanowiło wydawanie własnej prasy konspiracyjnej. Wiązało się to z koniecznością zorganizowania dobrze rozwiniętej sieci informacyjnej i kolporterskiej, a to jednocześnie zapewniało rozrost liczebny organizacji i zwiększenie możliwości jej oddziaływania na społeczeństwo.

## Stosunek do naczelnych władz politycznych i wojskowych
Działacze Grupy „Szańca” uznawali Rząd RP na uchodźstwie za legalny rząd polski, natomiast ZWZ-AK uważali za organizację równorzędną wobec ZJ, z którymi współpraca możliwa jest jedynie na równych prawach. Podobne stanowisko prezentowali w stosunku do Delegatury Rządu na Kraj. Pomimo tego istniały w kraju różne kontakty między Grupą „Szańca” i podporządkowanymi jej organizacjami a ZWZ-AK i Delegaturą Rządu. Świadczą o tym meldunki wysyłane do Londynu przez Komendanta Głównego AK płk. Stefana Roweckiego ps. „Grot” oraz relacje byłych działaczy Grupy „Szańca”. Jedną z nielicznych płaszczyzn porozumienia była działalność wywiadowcza, w ramach której Oddział II KG ZJ, a następnie NSZ przekazał wiele cennych informacji Oddziałowi II KG ZWZ-AK. Wiadomo też, że na początku okupacji istniała lokalna współpraca między obiema organizacjami na Pomorzu. Zdaniem historyka Rafała Wnuka, choć oenerowcy wyrażali gotowość do ograniczonej współpracy z AK, „była to raczej zasłona dymna. Bardzo serio traktowali pomysł zorganizowania narodowej rewolucji, która miała się odbyć tuż po pokonaniu okupantów. Jeżeli dąży się do obalenia legalnych władz państwa, trudno z nimi jednocześnie współpracować”.
Kilkakrotnie dochodziło również do prób udostępnienia dorobku programowego Komisariatu Cywilnego, a następnie Służby Cywilnej Narodu kolejnym Delegatom Rządu, ale za każdym razem rozbijały się one o żądania podporządkowania się legalnym strukturom podziemnym. Ważnym celem zabiegów Grupy „Szańca” było też uzyskanie dostępu do funduszy finansowych przesyłanych z Londynu na potrzeby podziemia w kraju, ale starania te zakończyły się ostatecznie niepowodzeniem.

## Próby zalegalizowania działalności
Jeszcze pod koniec 1939 r. działacze Grupy „Szańca” podjęli działania mające doprowadzić do ich „legalizacji” i wejścia w struktury władz polskich na uchodźstwie. Pierwszym wysłannikiem na Zachód był jeden z seniorów ONR-u Tadeusz Gluziński. Jednakże podczas przekraczania granicy zachorował i wkrótce zmarł na Węgrzech. Dopiero wiosną 1940 r. dotarł do Paryża kolejny przedstawiciel Mieczysław Harusewicz. Próbował on wejść do Rady Narodowej (namiastki parlamentu) jako reprezentant ONR-u, ale stanowczo sprzeciwili się temu działacze ugrupowań stanowiących zaplecze polityczne rządu londyńskiego oraz Polskiego Państwa Podziemnego: Polskiej Partii Socjalistycznej, Stronnictwa Ludowego, Stronnictwa Pracy i Stronnictwa Narodowego, co wynikało z dobrze wszystkim znanego antydemokratycznego oblicza ONR-u. Znamienny jest fakt, że nawet najbliższe ideowo oenerowcom Stronnictwo Narodowe uznało pomysł włączenia przedstawicieli ONR-u w skład polskich władz na uchodźstwie za politycznie szkodliwy, bowiem mogłoby to zostać odebrane przez zachodnich sojuszników jako przejaw „wzmocnienia tendencji antydemokratycznych i rasistowskich” w społeczeństwie polskim. Sam Naczelny Wódz gen. Władysław Sikorski był także nastawiony negatywnie do ONR-u i posunął się nawet do oskarżenia jego członków o kolaborację z Niemcami.

## Program
Przywódcy Grupy „Szańca” uważali, że po zakończonej wojnie Polska powinna uzyskać całe Prusy Wschodnie, a na zachodzie tereny po linię rzek Odry i Nysy Łużyckiej. Ludność niemiecką należało z tych ziem wysiedlić. Rozumiano, że tak znacznemu osłabieniu Niemiec będą przeciwne państwa zachodnie. Dlatego Grupa „Szańca” uważała, że: Przed nadejściem armii zwycięskich z zachodu sami musimy zająć to wszystko, co odwiecznie jest polskim: Prusy Wschodnie, Gdańsk, linię Odry, cały Śląsk. Oznaczało to postawienie zachodnich aliantów, a także rządu polskiego, przed faktami dokonanymi. W tym czasie żadna z istniejących konspiracyjnych grup politycznych nie wysunęła tak daleko idącego postulatu. Natomiast granica wschodnia miała pozostać w formie przedwojennej.
Kolejnym punktem programu Grupy „Szańca” było przekształcenie ustroju politycznego przyszłej Polski w kierunku narodowo-katolickim (koncepcja Katolickiego Państwa Narodu Polskiego). Nadrzędnym celem narodowych radykałów było przeprowadzenie narodowej rewolucji, w wyniku której objęliby pełnię władzy w kraju. Chcieli stworzyć państwo o ustroju wzorowanym na faszyzmie włoskim. Miało to być państwo totalitarne, monopartyjne, gdzie członkami jedynej legalnej partii, zwanej Organizacją Polityczną Narodu, mogliby zostać wyłącznie etniczni Polacy potrafiący udowodnić czysto polskie pochodzenie do czwartego pokolenia wstecz. Oenerowcy byli otwarcie wrodzy wszelkim formom demokracji i żywili przekonanie, że Polsce zagraża „żydokomunistyczny i antypolski spisek”.
Ważne miejsce zajmował także pomysł utworzenia po wojnie bloku narodów Środkowej Europy w postaci konfederacji w celu przeciwstawienia się ekspansjonistycznym wpływom niemieckim i sowieckim.
W trakcie wojny nastąpiła wyraźna zmiana w tradycyjnie niechętnym nastawieniu narodowców w stosunku do mniejszości żydowskiej. Przestali oni uznawać Żydów za grupę narodowościową, którą należy zwalczać, czego najbardziej widocznym efektem było ograniczenie wrogości i dotychczasowych wystąpień propagandowych w prasie. Brutalna rzeczywistość okupacyjna sprawiła, że niemieckie postępowanie wobec Żydów o charakterze rasistowskim było często krytykowane i zwalczane. Zwłaszcza polityka ludobójstwa była uważana za wyjątkowo obrzydliwą. Było to w dużym stopniu wynikiem przyjęcia nauki społecznej z nauką Kościoła. Z drugiej strony akcenty antysemickie czy antyżydowskie w pismach związanych z Grupą „Szańca” pojawiały się przez cały okres okupacji.

## Czołowi przedstawiciele
- Kazimierz Gluziński
- Jerzy Olgierd Iłłakowicz
- Otmar Wawrzkowicz
- Władysław Marcinkowski
- Tadeusz Salski